# Luizinho Vieira
Luizinho Vieira (ur. 4 lutego 1972) – brazylijski piłkarz występujący na pozycji pomocnika.

## Kariera klubowa
Od 1995 do 2008 roku występował w klubach Brasil Pelotas, Athletico Paranaense, Shandong Luneng, Gamba Osaka, Santa Cruz, Internacional Limeira, Marília, Ponte Preta, Atlético Sorocaba, 15 de Novembro, ABC, Joinville, Ceilândia, Próspera i Oeste Itápolis.